# Valóság a buddhizmusban
A valóságot a buddhizmusban úgy nevezik, hogy dharma (szanszkrit) vagy dhamma (páli). Ez a kifejezés, amely fogalmi keretet nyújt az indiai vallásokban, a buddhizmusban a fizikai törvényekre vonatkozik, ahogyan a dolgok valójában vannak (jatha-bhuta). Gautama Buddha tanításai ezen keresztül mutatják meg a kiutat a szenvedésből (dukkha), amely a valóság tudatosságának kifejlesztését (lásd tudatosság) jelenti. A buddhizmus célja feltárni az egyén által valóságnak vélt és a dolgok valós állapota közötti különbözőséget. Ezt nevezik a helyes szemlélet kifejlesztésének (páli: szamma ditthi). A buddhista tanításokban ez fontos előfeltétele a mentális egészségnek és a jólétnek.
A buddhizmusban magasan fejlett filozófia foglalkozik a valóság természetével. Az egyik alapvető tanítás szerint a világegyetemet felépítő minden összetett dolog (szankhára) ideiglenes állapotú (páli: aniccsa), pillanatról pillanatra keletkezik és múlik el, emiatt konkrét önazonosságtól mentes (átman). A más dolgoktól való független létezés hiánya (anatta) komoly következményeket von maga után a szenvedést okozó feltételektől való megszabadulás lehetőségével kapcsolatban. Ezt az elméletet tartalmazza a függő keletkezés tana.
A buddhizmus történetében a legtöbb tudós és filozófus a forma (anyag) üresség (súnjata) természetével foglalkozott, amely a jelenségek múló és függő természetéhez egy érdekes kiegészítést tesz. A buddhizmusban a valóság a projekció egy formája, amely a karmikus magok (szakharák) gyümölcse (vipáka). Ennek az illúziónak a pontos természetéről viták folynak a különböző buddhista iskolák között. Például:
- Egyes iskolák zavarosnak tartják a „valóság” valótlanságának koncepcióját. Úgy vélik, hogy a látszólagos valóság valóban illúzió csupán, de nem olyan értelemben, hogy az valótlan vagy fantázia, hanem az észlelésünk és az előfeltételezéseink félrevezetnek és azt gondoljuk, hogy a minket alkotó elemektől függetlenek vagyunk. A buddhista gondolkodás szerint a valóságot a karma megnyilvánulásaként jellemzik.
- Más iskolák (például dzogcsen) szerint a vélt valóság valóban nem valós. Egy kortárs tudós szerint „valós értelemben minden, amit látunk életünk során olyan mint egy nagy álom [...]”.[1]

## A valóság a buddhista szútrákban
A buddhista szútrák nagy terjedelemben foglalkoznak a valóság fogalmával, amely két nagy területet érintenek — a függő keletkezés tanát (pratítja-szamutpáda) és az ok-okozat tanát (karma és vipáka) — és amelyek a fizikai és a spirituális törvényeket hivatottak egy világképbe tömöríteni. Nincs ugyan egyetlen fő erő, amely a világegyetemet mozgatná - a dolgoknak nincs kezdete, se vége.

Buddha az elmélettel szemben a gyakorlatot részesítette előnyben. Karel Werner szerint 
A tapasztalás ... ösvényét a korai buddhizmusban dolgozták ki legjobban. Ehhez képest a tanok kevésbé voltak fontosak. Gautama Buddha amennyire lehetséges volt kerülte a végső igazsággal kapcsolatos tanok felállítását, azért, hogy megkímélje követőit attól, hogy azt higgyék, hogy a végső megértés történhet az ehhez hasonló elméletek fogalmi értésén vagy esetleg vak hiten keresztül.
A buddhizmusban tagadják a teremtő isten létezését, mint Brahman vagy az Ábrahámi Isten. Életünkben a létezés átmeneti tényezőinek eredményeit tapasztaljuk, amelyek egymástól függenek. Buddha szerint "[a] világ ok-okozat által létezik, mindent az ok-okozat hoz létre és ugyanez van hatással minden lényre is. Ahogy a csapszeg rögzíti a szekér kerekét a tengelyhez, úgy vannak a lények is rögzítve a létezéshez." (Szutta-nipáta 654)
Objektív fogalomként is tekinthetünk az állandótlanság és az éntelenség koncepciójára. Például ha dekonstruálunk egy összetett dolgot, mondjuk egy lótusz virágot, láthatjuk, hogy a virágot egyetlen „virág elem” sem alkotja, csupán föld, táplálékok, fotoszintetikus energia, esővíz és egyéb entitások, amelyek táplálják és növesztik a virágot. Ez az összes tényező, a Gyémánt szútra szerint, együttesen alkotja a „virágot”. Más szóval, nincs semmilyen esszencia, amely a semmiből lépne fel és amely egyedi és személyes lenne. Ugyanígy nem létezik olyan emberi lélek, amely a fizikai test halála után létezne, vagy amelyet a halálkor meg lehetne különböztetni, hiszen nincs semmi megkülönböztethető. A relatív valóság (például a vélt valóság) abból a hitünkből származik, hogy különbözünk a világ egyéb dolgaitól. Egyes buddhista iskola gondolkodásában a legvégső vagy abszolút igazság az, hogy a dolgok egymással szoros kapcsolatban állnak. A szék és a virág annyiban tekinthetők egynek, hogy mindkettő „nem-szék” és „nem-virág” elemekből áll, ráadásul mindkettőt ugyanazon elemek építik fel.
A mahájána Gyémánt szútrában több olyan rész van, amely a következő képletet tartalmazza: A nem A, ezért A-t úgy nevezzük, hogy A.